# Castiadas
Castiadas (sardinsky: Castiàdas) je italská obec (comune) v provincii Sud Sardegna v regionu Sardinie. Nachází se ve výšce 60 metrů nad mořem a má přibližně 1 700 obyvatel. Rozloha obce je 103,89 km².